# 商舟航空物流
商舟航空物流（英語：Air Road Cargo），是廈門航空旗下货运子公司，总部设于中国厦门。商舟航空現階段只承接厦航货运业务，未來计划轉型為全貨運航司。

## 名称来由
商舟航空物流的「商舟」出自《宋書》中「舟舶繼路、商使交屬」，形容絲綢之路上的繁華貿易景象。

## 歷史
2021年10月18日，商舟航空物流有限公司掛牌成立，該航司主要從事航空貨郵運輸以及綜合物流業務，未來計劃申請成立貨運航空公司。
2023年12月29日，商舟航空物流第一架737-800全貨機（編號為B5159）順利從廣州飛抵廈門，標誌著商舟正式進入全貨機時代。這也是廈門本土第一架全貨機。

## 貨運航點
截止2024年3月5日，商舟航空物流在四個航點運作。根據商舟物流副總經理趙軍透露，航司未來引進的窄體貨機將投放在東南亞或東亞航線；長遠將計劃引進寬體飛機，執行北美線和歐洲航線。
- 廈門
- 福州
- 杭州
- 马尼拉
- 胡志明

## 機隊
商舟航空物流貨機的塗裝以天空下藍、金、銀灰為主色，與機身上「AIR ROAD CARGO」相映生輝，代表海陸空絲路聯動，象徵著商舟助力建設「一帶一路」立體網絡。

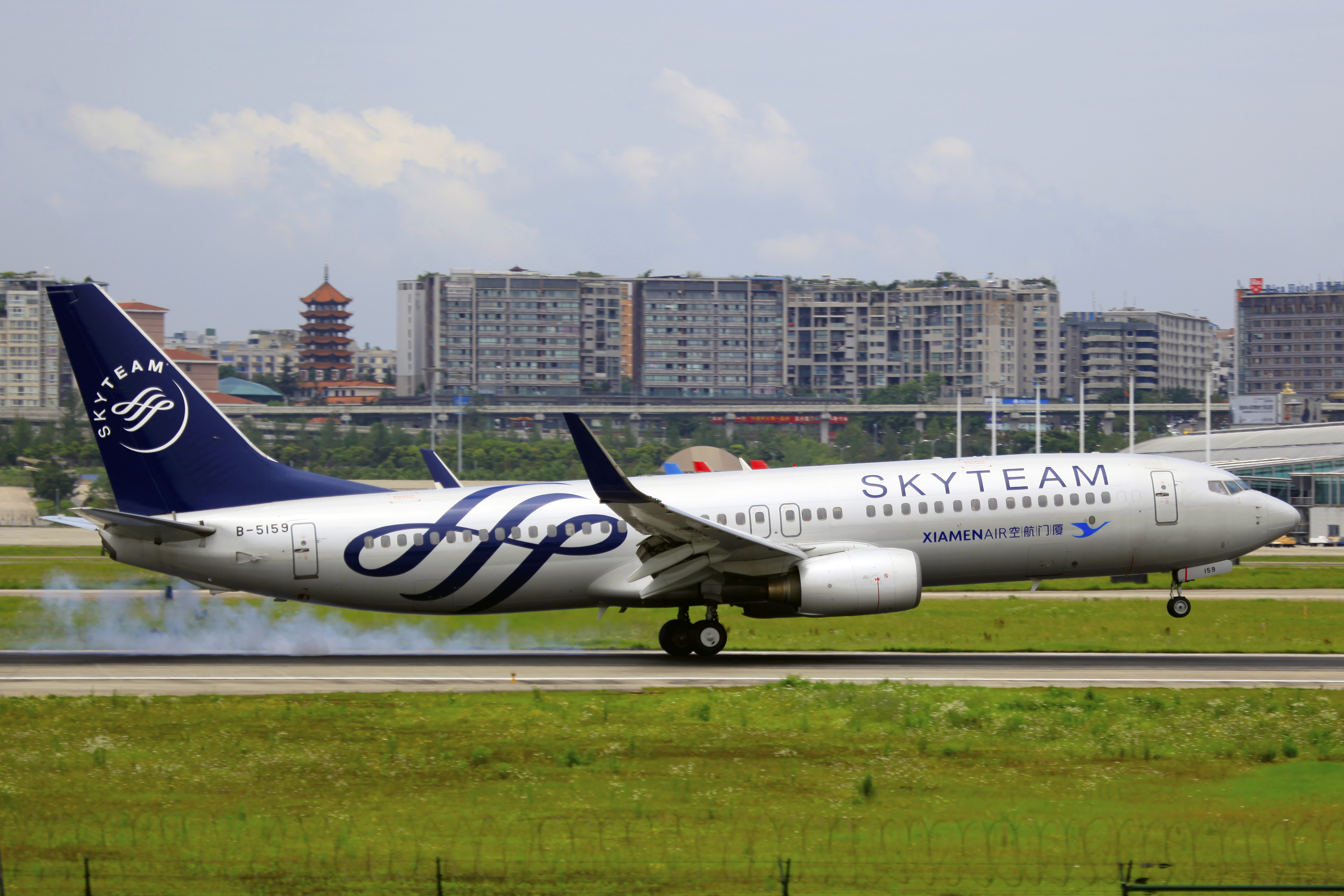
接收的B-5159原涂装

## 注
1. ↑  为厦门航空子公司并负责厦航所有货运业务，殊使用相同代码

## 外部鏈接
- 官方网站